# Black Power

Die Erhobene Faust – Symbol der Black-Power-Bewegung

Black Power (sinngemäß Schwarze Macht) ist ein Slogan einer Bürgerrechtsbewegung der Afroamerikaner in den USA, der sich an einen Buchtitel von Richard Wright (1908–1960) anlehnt. Der Bürgerrechtler und Vorsitzende des Student Nonviolent Coordinating Committee, Stokely Carmichael (1941–1998), prägte den Begriff 1966 nach einer Demonstration in Jackson (Mississippi), bei der es zum Zerwürfnis mit der Bürgerrechtsbewegung unter Führung Martin Luther Kings gekommen war.

## Geschichte
Vorläufer von Black Power war Malcolm X (1925–1965). Er war einst ein Mitglied der Nation of Islam (NoI). Diese Organisation kehrte in der Theorie die Diskriminierung der Schwarzen in den USA um und argumentierte, dass die Schwarzen das auserwählte Volk Gottes und die Weißen minderwertig seien. Einer der frühesten und entschiedensten Kritiker der NoI wurde ihr vormaliges Sprachrohr Malcolm X, der 1964 nach seinem Austritt für eine sozialistische Revolution der Schwarzen warb. Seine besonders nach dem Austritt vertretene Position sprach immer mehr Bürgerrechtler an, die seine Ideen in die Black-Power-Bewegung übernahmen. Malcolm X wurde im Februar 1965 von drei afroamerikanischen Muslimen, Mitglieder der Nation of Islam, während einer seiner Reden erschossen.
Stokely Carmichael und Charles V. Hamilton, zwei schwarze Aktivisten, schrieben in ihrem Buch „Black Power“ (1967) über den Rassismus. Für Carmichael und Hamilton bestand die Unterdrückung der Schwarzen in drei Wirkungsbereichen:
- Der politische Bereich werde ausschließlich von Weißen beherrscht. Die weißen Parteien würden eine geschlossene Front gegenüber den Forderungen der Schwarzen bilden. Wenn schwarze Bürger obere Stellungen erhielten, würden sie zu Abgeordneten des weißen Amerikas gemacht und somit von reeller Machtausübung ferngehalten.
- Der wirtschaftliche Bereich sei dadurch gekennzeichnet, dass Schwarze als billige Arbeitskräfte dienten und weniger Lohn erhielten. Im Bereich des Verkaufs hingegen diene das Ghetto als Markt für überteuerte Produkte.
- Der soziale Bereich sei gespalten. Die Weiße Kultur habe ihre Werte und Normen, aber die Schwarzen Bürger würden den Tieren gleichgestellt. Somit würden die Schwarzen ihre eigenen Werte anzweifeln. Schwarze Haut und krauses Haar gälten als „hässlich“.[2]

## Sport
International bekannt wurde die Black-Power-Bewegung während der Olympischen Sommerspiele 1968 in Mexiko-Stadt: Die zwei afroamerikanischen Leichtathleten Tommie Smith und John Carlos streckten während der Siegerehrung des 200-Meter-Laufs die schwarzbehandschuhte Faust empor, das Symbol der Bewegung. Das Internationale Olympische Komitee sah darin einen Verstoß gegen das „apolitische Ethos“ der Veranstaltung und stellte das Olympische Komitee der USA (USOC) vor die Wahl, entweder die beiden Athleten nach Hause zu schicken oder die ganze Leichtathletik-Mannschaft zurückzuziehen. Das USOC entschied sich für Ersteres.

## Kritik
Black Power wurde von der amerikanischen Öffentlichkeit und konservativen schwarzen Bürgerrechtsorganisationen als Aufruf zur Gewalt kritisiert. King zufolge fordere der Begriff eher politische und wirtschaftliche Unabhängigkeit der Schwarzen. Auf jeden Fall stand Black Power und die damit verbundene Bewegung für schwarzes Selbstbewusstsein (Black is beautiful!) und eine Distanzierung zur weißen Gesellschaft, in die sich die Anhänger der Bewegung die Jahre zuvor in ihren Augen erfolglos zu integrieren versucht hatten. Black Power war Teil des separatistischen Schwarzen Nationalismus, der ab Mitte der 1960er Jahre angesichts der nur mäßigen Erfolge der Bürgerrechtsbewegung aus der Enttäuschung vieler Schwarzer erwuchs.